# Bandeado
Bandeado o banding, también llamado bandas de color, es un problema de reproducción de los colores que aparece en las transiciones entre estos en el tratamiento digital y en los procesos de impresión.

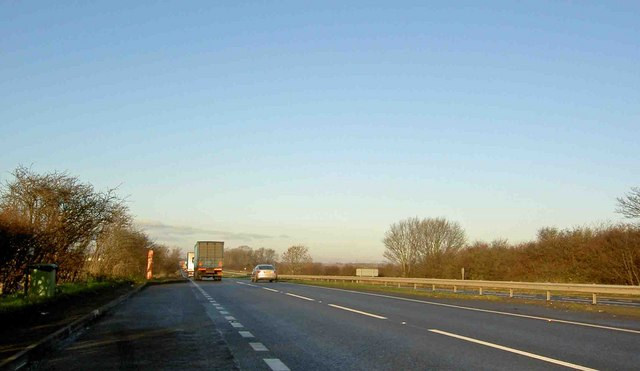
Ejemplo de bandas de color en un cielo azul

El bandeado recibe este nombre porque en lugar de mostrar transiciones sutiles y naturales presenta unas bandas artificiales de cambios más bruscos entre tonos del mismo color. Es bastante típico en zonas de degradado y se produce con más facilidad cuando se ha utilizado una sensibilidad ISO más alta.

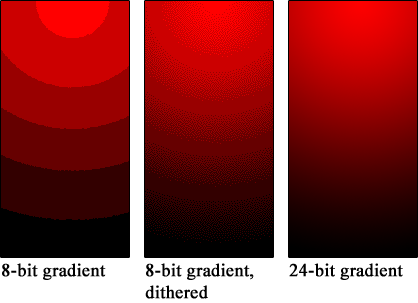
Efecto de bandas de color que aparece con un número menor de bits por canal

La aparición de bandas de color es habitual también en la generación de imágenes HDR.

## Soluciones
En el tratamiento digital, por medio de programas como Gimp o Photoshop, el bandeado puede reducirse por diferentes métodos, entre los cuales pueden estar el desenfoque gaussiano o la aplicación de un filtro de ruido, siempre aplicados de un modo muy sutil.